# Заворыкино (Калужская область)
Заворыкино — деревня в Медынском районе Калужской области России. Входит в сельское поселение «Деревня Гусево».  

## Физико-географическое положение
Находится на Смоленско-Московской возвышенности Русской равнины.  Вблизи протекает река Русановка, приток Шани.  Деревня Заворыкино расположена в 22 км от города Медынь, и в 6 км от центра поселения — деревни Гусево. Ближайшие населённые пункты — деревня Грибово (1 км) , Таракановка (3 км)  и Семено (5 км).

## Этимология
Название происходит от имени-прозвища Взворыка, которое давали  беспокойному ребёнку, сбрасывающего с себя одеяло. Также называлась ныне пересохшая речка, на которой раньше стояла деревня — Заворыченка.

## История
1679 год : Зворыкино — пустошь во владении можатича Ивана Васильевича сына Ерофеева, в Трубенском и Ловышевском станах Боровского уезда.  В пустоши — церковная  Флоро-Лаврская земля. Рядом пустошь Кульпино того же владельца, на ней церковная Георгиевская земля. 
1732 год Канцелярист Вотчинной коллегии , Аврам Васильевич Шарапов просит разрешение о постройке церкви в его имении — сельце Зворыкине, на старинном погосте, где прежде стояла церковь во имя мучеников Флора и Лавра в приходе у церкви Великомученика Георгия (село Гиреево, Можайский уезд).
1740 год Освящается построенная в сельце Зворыкино церковь во имя Пресвятой Богородицы и пустовая Георгиевская земля на пустоши Колпино(Кульпино).
1737-1746 годы: Пустоши Кульпино и Зворыкино на оброке у можатичей Якова, Ерофея и Родиона Савельевичей Молчановых.
1774 год: Забарыкина — село Боровского уезда Московской провинции Московской губернии.
1785 год: Заворыкино — село с пустошами, Петра Ивановича Чичерина, с выделенной церковной землей на речке Заворыченке. В селе — деревянная церковь Казанской Пресвятой Богородицы, 25 дворов, 110 жителей женского и мужского пола, 232 десятины и 1087 саженей земли, деревянный господский дом, два пруда. Церковная земля на суходоле.
1863 год: Заворыкино — владельческое сельцо при речке Заворычинке 2-го стана Медынского уезда Калужской губернии, по правую сторону тракта Медынь—Гжатск. В нём — 25 дворов, 194 жителя, церковь не упоминается.
1889 год: Купец Иван Сергеевич Юрков держит в деревне Заварыкинской  Топоринской волости трактир.
1897 год: Заворыкино — деревня Топоринской волости, 3-го стана, 2-го земского участка, 2-го участка земского следователя, Медынского уезда Калужской губернии. В ней 267 жителей .
1914 год: Заварыкино — сельцо Топоринской волости, в нём 237 жителей.